# Futbol a Albània

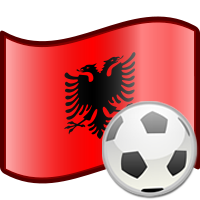

El futbol és l'esport més popular a Albània. És organitzat per la Federació de Futbol d'Albània (F.SH.F.) (albanès: Federata Shqiptare e Futbollit).

## Història

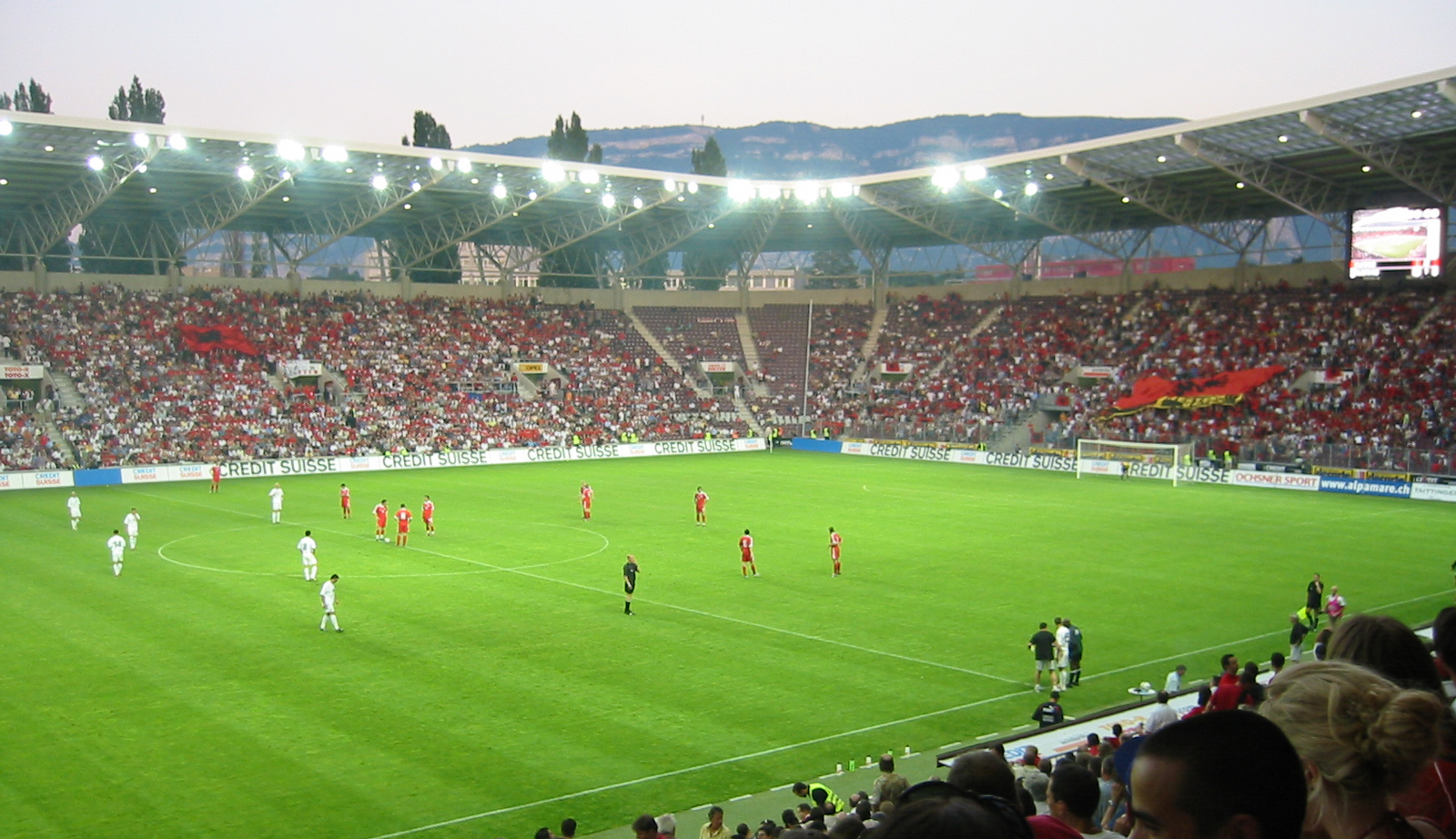
Albània (de blanc) i Suïssa (de vermell) a l'Stade de Genève, l'11 de juny de 2003.

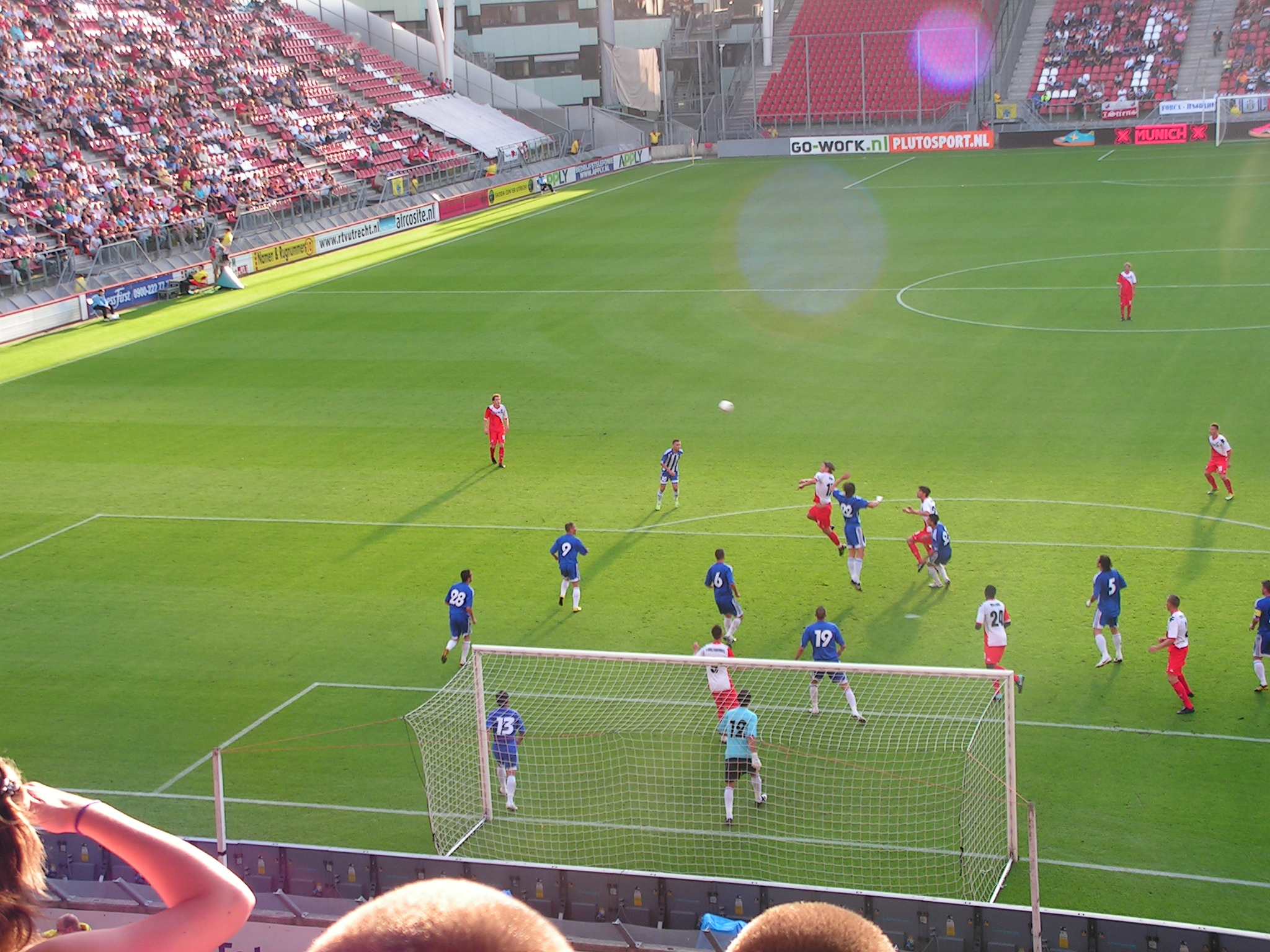
FC Utrecht - KF Tirana el 15 de juliol de 2010.

El futbol fou introduït a Albània a començament de segle xx. El primer club fundat Indipendenca Shkodėr el 1913.
Després de la Guerra Mundial rep l'impuls definitiu amb el naixement de nous clubs KS Vllaznia Shkodër (1919), Agimi Tirana (1920), SK Adriatiku Kavajë (1922), Urania Durrës (1922), KS Jeronim de Rada Vlorë (1923) o KS Skënderbeu Korçë (1923). El 6 de juny de 1930 es fundà la Federació Albanesa, que ingressà a la FIFA dos anys més tard. El mateix 1930 s'inicià la primera lliga nacional. Després de la Segona Guerra Mundial aparegueren nous clubs, Partizani Tirana (1946) i Dinamo Tirana (1950), governats respectivament pels ministeris comunistes de defensa i interior.

## Competicions
- Lliga:
  - Kategoria superiore
  - Kategoria e Pare
  - Kategoria e Dytë
  - Kategoria e Tretë
- Copa albanesa de futbol
- Supercopa albanesa de futbol

## Principals clubs
- Klubi Futbollit Tirana
- Klubi Sportiv Dinamo Tirana
- Klubi Futbollit Partizani Tirana
- Klubi Sportiv Vllaznia Shkodër
- Klubi Sportiv Skënderbeu Korçë
- Klubi Sportiv Elbasani
- Klubi Sportiv Flamurtari Vlorë
- Klubi Sportiv Teuta Durrës
- Futboll Klub Kukësi
- Klubi Sportiv Besa Kavajë
- Klubi Sportiv Lushnja
- Klubi i Futbollit Laçi
- Klubi Futbollit Apolonia Fier
- Klubi Sportiv Tomori Berat

## Jugadors destacats
Fonts:
Des de 1940
- Naim Kryeziu
- Riza Lushta
- Qamil Teliti

Des de 1950
- Loro Boriçi

Des de 1960
- Panajot Pano

Des de 1970
- Ilir Përnaska

Des de 1980
- Sulejman Demollari
- Sokol Kushta
- Arben Minga
- Perlat Musta
- Xhevat Prekazi
- Hysen Zmijani

Des de 1990
- Edmond Abazi
- Bledar Kola
- Ilir Shulku
- Fotaq Strakosha
- Igli Tare
- Fatmir Vata
- Rudi Vata
- Arjan Xhumba

Des de 2000
- Adrian Aliaj
- Arjan Beqaj
- Alban Bushi
- Geri Çipi
- Klodian Duro
- Besnik Hasi
- Altin Haxhi
- Altin Lala
- Edvin Murati
- Ervin Skela

Des de 2010
- Lorik Cana
- Debatik Curri
- Armend Dallku
- Hamdi Salihi

## Principals estadis
- Arena Kombëtare (Tirana)
- Estadi Loro Boriçi (Shkodër)
- Estadi Tomori (Berat)
- Estadi Elbasan (Elbasan)
- Estadi Skënderbeu (Korçë)
- Estadi Niko Dovana (Durrës)

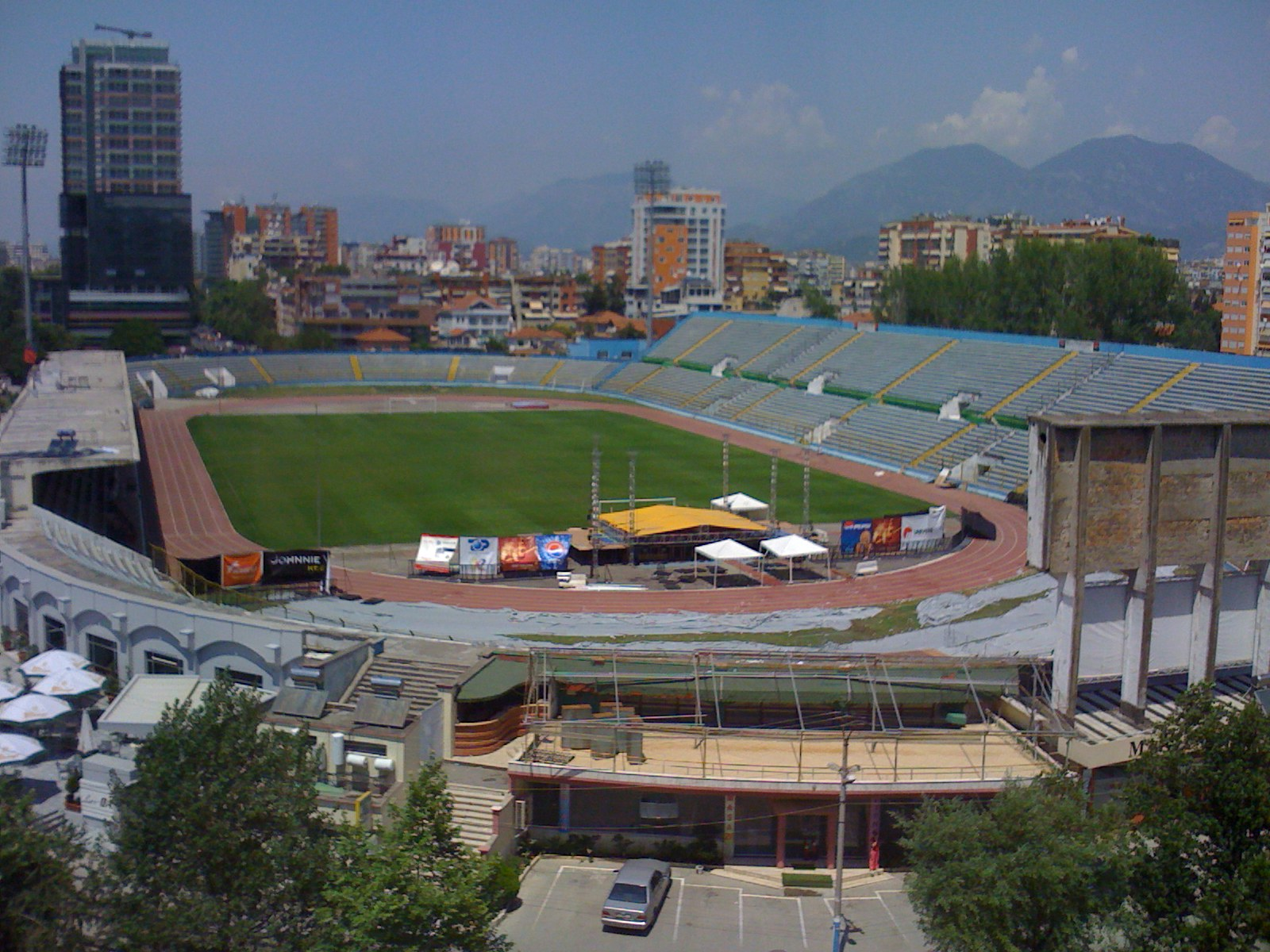
Estadi Qemal Stafa.

- Estadi Qemal Stafa (Tirana, demolit)